# Bahnhof Geilenkirchen
Der Bahnhof Geilenkirchen ist einer von zwei Bahnhöfen in der Stadt Geilenkirchen. Er liegt an der Bahnstrecke Aachen–Mönchengladbach (Kursbuchstrecke 485) und war bis 1971 der Verknüpfungspunkt mit der Geilenkirchener Kreisbahn. Der Bahnhof verfügt über ein Empfangsgebäude, in dem sich eine Wartehalle und ein Reisezentrum befinden.

## Gleisanlagen
Der Bahnhof Geilenkirchen hat drei Gleise für den Personenverkehr. Alle Gleise werden planmäßig von Zügen angefahren. Bis Juli 2014 gab es im Bahnhof ein Anschlussgleis zur WestEnergie und Verkehr GmbH. Dort wurden regelmäßig Güterwagen, die zuletzt meist mit Loks der Baureihe 294 in den Anschluss gebracht wurden, entladen. Bei Bauarbeiten an der Strecke wurde der Anschluss auch genutzt, um Bauzüge abzustellen, z. B. zur Zeit der Bauarbeiten für die Anbindung an das ESTW im Oktober 2007.

## Stellwerk

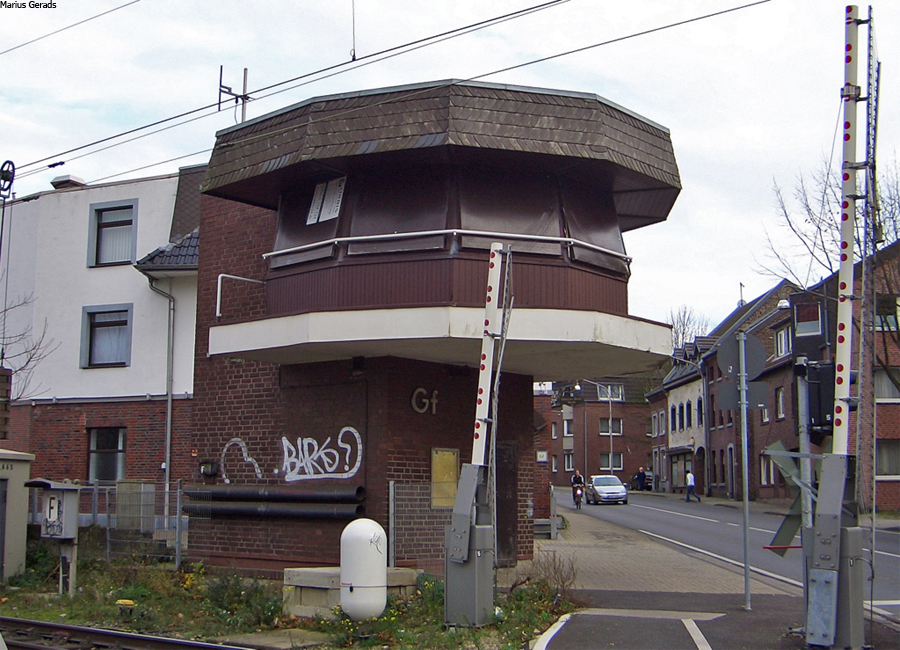
Ehemaliges Stellwerk Geilenkirchen

Bis zum 5. November 2007 war in Geilenkirchen das Fahrdienstleiterstellwerk Gf für die drei Bahnübergänge sowie die Weichen und Signale des Bahnhofs zuständig. Am 5. November 2007 wurde diese Aufgabe vom ESTW Grevenbroich übernommen, als dessen zweite Baustufe abgeschlossen war. Nach zahlreichen Vandalismusschäden an den stillgelegten Stellwerken zwischen Rheydt und Übach-Palenberg wurden im November 2009 an sämtlichen Stellwerken auf dem Abschnitt, somit auch in Geilenkirchen, die Türen gegen Sicherheitstüren getauscht und die Fenster mit Lochblechplatten gesichert.
Nach langen Verhandlungen zwischen Politik und der Deutschen Bahn wurde das Stellwerk am 23./24. August 2014 abgerissen.

## Geschichte

Bahnhof Geilenkirchen im Jahr 1899

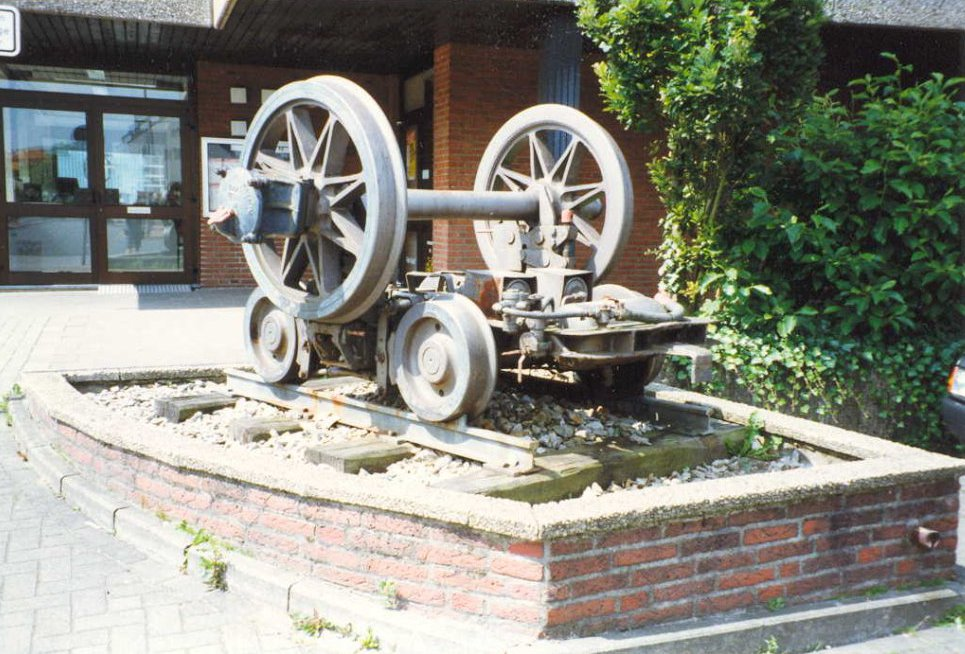
Rollbock in Meterspur, diente dem Transport normalspuriger Wagen auf Kreisbahngleisen

Der erste Bahnhof in Geilenkirchen wurde im Jahr 1852 mit der Eröffnung des Streckenabschnitts Herzogenrath – Rheydt eröffnet. 1900 wurde der zweite Bahnhof, der der Geilenkirchener Kreisbahn gehörte, eröffnet. Wegen der zentralen Lage wurde dieser zum größten der Kreisbahn. Im Kreisbahnhof gab es einen Lokschuppen und Werkstätten. Wegen des Meterspursystems der Kreisbahn war es nicht möglich, Güterwagen direkt auf die Gleise der Staatsbahn zu rangieren. Diese mussten auf speziellen Ladegleisen umgeschlagen werden. 1938 wurde es durch das Rollbocksystem möglich, die normalspurigen Wagen auf den Meterspurgleisen der Geilenkirchener Kreisbahn zu bewegen. Die Bahnhofsanlage bestand somit aus zwei Empfangsgebäuden, einer Lagerhalle für Güter- und Gepäckabfertigung, einer Verladerampe und einem Kopfgleis zur Beladung von Waggons mit Fahrzeugen (Geilenkirchen ist Bundeswehrstandort). Nach dem Ende des Schienenbetriebs der Kreisbahn wurde auf dem Gelände der Geilenkirchener Kreisbahn der Busbetriebshof der späteren Kreiswerke Heinsberg errichtet. Diese übernahmen den Personenverkehr mit Omnibussen, die die Personenzüge der Kreisbahn nun ersetzten. Heute heißen die ehemaligen Kreiswerke Heinsberg West Verkehr.
Ab 1992 fuhren regelmäßig Interregio-Züge der Verbindung Aachen–Berlin den Bahnhof Geilenkirchen an. Mit der Einführung des Sommerfahrplans 2001 wurde diese Verbindung gestrichen. Ab dem Winterfahrplan 2013 hielten einmal werktäglich IC-Züge der Strecke Aachen–Berlin im Bahnhof Geilenkirchen. Seit dem Fahrplanwechsel Dezember 2020 ist Geilenkirchen Haltepunkt für den ICE 1545 Aachen-Berlin (7:31), den ICE 1548 Berlin – Aachen (19:30), aktuell von/bis Hannover und den ICE 846 nach Aachen (sonntags 21:21).
2008 übernahm die Stadt Geilenkirchen das Empfangsgebäude von der Deutschen Bahn und begann mit dringenden Sanierungsarbeiten. Neue Geschäftsfelder sollen in das Gebäude integriert werden. So eröffnete bereits 2008 eine McDonald’s-Filiale und eine Bäckerei im Bahnhof. Zudem sollen ein aufgewerteter Wartebereich mit Service-Schalter und neue Toilettenanlagen den ca. 3000 Pendlern am Tag den Aufenthalt im und am Bahnhof attraktiver machen.

## Bahnlinien
In Geilenkirchen halten Züge der folgenden Linien des Schienenpersonenverkehrs:
| Linie  | Linienverlauf | Takt                                                            |
| ------ | --- | --------------------------------------------------------------- |
| ICE 14 | ICE 1545/1548: Aachen Hbf – Herzogenrath – Geilenkirchen – Rheydt Hbf – Mönchengladbach Hbf – Viersen – Krefeld Hbf – Duisburg Hbf – Gelsenkirchen Hbf / Dortmund Hbf – Hamm (Westf) Hbf – Gütersloh Hbf – Bielefeld Hbf – Herford – Hannover Hbf (– Wolfsburg Hbf – Berlin Hbf – Berlin Ostbahnhof) 18. Juli bis 1. Oktober nur von/bis Hannover | Mo–Fr, So (Berlin→Aachen) Mo–Sa (Aachen→Berlin) jeweils ein Zug |
| RE 4   | Wupper-Express: Aachen Hbf – Aachen Schanz – Aachen West – Herzogenrath – Kohlscheid (einzelne Züge) – Übach-Palenberg – Geilenkirchen – Lindern – Hückelhoven-Baal – Erkelenz – Rheydt Hbf – Mönchengladbach Hbf – Neuss Hbf – Düsseldorf-Bilk – Düsseldorf Hbf – Wuppertal-Vohwinkel – Wuppertal Hbf – Wuppertal-Barmen – Wuppertal-Oberbarmen – Schwelm – Ennepetal (Gevelsberg) – Hagen Hbf – Wetter (Ruhr) – Witten Hbf – Dortmund Hbf Stand: Fahrplanwechsel Dezember 2023 | 60 min                                                          |
| RB 33  | Rhein-Niers-Bahn: Zugteil 1: Essen-Steele – Essen Hbf – Essen West – Mülheim (Ruhr) Hbf – Mülheim (Ruhr)-Styrum – Duisburg Hbf – Duisburg-Hochfeld Süd – Rheinhausen Ost – Rheinhausen – Krefeld-Hohenbudberg Chempark – Krefeld-Uerdingen – Krefeld-Linn – Krefeld-Oppum – Krefeld Hbf – Forsthaus – Anrath – Viersen – Mönchengladbach Hbf – Rheydt Hbf – Wickrath – Herrath – Erkelenz – Hückelhoven-Baal – Brachelen – Lindern Zugteil 2: Heinsberg (Rheinl) – Heinsberg Kreishaus – Heinsberg-Oberbruch – Heinsberg-Dremmen – Heinsberg-Porselen – Heinsberg-Horst – Heinsberg-Randerath – Lindern Flügelung bzw. Zusammenführung: Lindern – Geilenkirchen – Übach-Palenberg – Herzogenrath – Kohlscheid – Aachen West – Aachen Schanz – Aachen Hbf Stand: Fahrplanwechsel Juni 2022 | 60 min                                                          |

## Buslinien
Unmittelbar vor dem Empfangsgebäude befindet sich der Busbahnhof Geilenkirchen als zentrales Bindeglied zum Busliniennetz der WestVerkehr bzw. des Aachener Verkehrsverbunds. Hier verkehren die folgenden Buslinien:
| Linie | Verlauf 2019 |
| ----- | --- |
| 71    | Geilenkirchen Bf – Waurichen – Beggendorf – Baesweiler – Setterich – Siersdorf – Schleiden – Aldenhoven |
| 407   | (Myhl –) Gerderath – Altmyhl – Ratheim – Millich – Hückelhoven (– Hilfarth – Himmerich – Randerath Bf – (Hoven – Kraudorf –) Nirm – Kogenbroich – Müllendorf – Süggerath Mühlenkamp – Geilenkirchen Bf)                                                      |
| 410   | (Oberbruch Schulzentrum – Unterbruch –) Heinsberg Busbf – Heinsberg AOK – (Schleiden – Uetterath – Rischden) / (Aphoven – Scheifendahl – Straeten – Waldenrath – Tripsrath – Hochheid) – (Bauchem – Geilenkirchen Schulzentrum – Bauchem –) Geilenkirchen Bf |
| 431   | Geilenkirchen Bf – Frelenberg – Zweibrüggen – Marienberg – Palenberg Bf – Palenberg – Übach – Boscheln – Baesweiler |
| 432   | Geilenkirchen Bf – Prummern – Immendorf – (Apweiler –) Floverich – Loverich – Puffendorf – Setterich – Baesweiler |
| 434   | Geilenkirchen Bf – Bauchem – Niederheid – Hatterath – Gillrath – Birgden – Schierwaldenrath Bf – Langbroich – Schümm – Brüxgen – Breberen – Saeffelen – Heilder – Höngen                                                                                     |
| 435   | Geilenkirchen Bf – Bauchem – Gillrath – Stahe – Birgden – Kreuzrath – Gangelt – Süsterseel – Hillensberg – Wehr – Tüddern – Höngen |
| 437   | Geilenkirchen Bf – Bauchem – Niederheid – Hatterath – Gillrath – Stahe – Niederbusch – Gangelt – Hastenrath – Kleinwehrhagen – Großwehrhagen – Höngen |
| 491   | Geilenkirchen Bf – (Bauchem – Nierstraß –) Teveren – Grotenrath – Scherpenseel – (Siepenbusch – Windhausen –) Marienberg – Palenberg Bf (– Palenberg – Übach)                                                                                                |
| 494   | Geilenkirchen Bf – Süggerath – Müllendorf – Würm – (Beeck –) Leiffarth – (Flahstraß – Honsdorf –) Lindern Bf |
| SB1   | Schnellbus: Erkelenz Bf – Erkelenz Burg / Erkelenz ZOB – Gerderath – Myhl – Wassenberg – Orsbeck – Unterbruch – Heinsberg Busbf – (Schleiden –) Rischden – Geilenkirchen Bf                                                                                  |
| SB3   | Schnellbus: Geilenkirchen Bf – Bauchem – Gillrath – Stahe – Gangelt – Süsterseel – Höngen – Tüddern – Sittard Stadhuis – Sittard Bf |
| GK1   | (Geilenkirchen Loherhof – Hünshoven –) Geilenkirchen Bf – (Burg Trips →) Bauchem – Niederheid |
| GK2   | (Geilenkirchen Bf – Bauchem) / (Gillrath – Hatterath) – Niederheid (– Rischden – Tripsrath – Hochheid) |

Für Reisende, die mit dem PKW aus dem Geilenkirchener Umland den Bahnhof erreichen wollen, steht hinter dem Bahnhof ein kostenloses Park-and-Ride-Parkhaus mit 530 Stellplätzen zur Verfügung. Durch eine Fußgängerunterführung sind von dort alle Bahnsteige, das Empfangsgebäude sowie der davor befindliche Busbahnhof erreichbar. Neben dem Empfangsgebäude befinden sich Stellplätze für Zweiräder und vor dem Haupteingang ist ein Haltestreifen mit Taxistand.